# Diamant (Vlaamse televisieserie)
Diamant is een Vlaamse televisieserie uit 1997 van Jean-Pierre De Decker in een productie en met een scenario van Marc Punt. De mini-serie is gebaseerd op de roman Diamant van Jef Geeraerts uit 1982.
De Antwerpse adjudant van de Rijkswacht (nu Federale politie) Robert "Robbe" Parain opereert aan en over de grenzen van de illegaliteit teneinde zijn financiële problemen opgelost te krijgen. Wanneer hij als eerste van de politie op een plaats delict in het Antwerps Hilton-hotel toekomt, en in de jaszak van de vermoorde diamanthandelaar Zephyrin Kalondo een partij diamanten vindt, aarzelt hij niet. De handel in bloeddiamanten voert hem van Antwerpen naar Brussel, Hongkong en Zaïre.

## Rolverdeling
- Herbert Flack als Robert "Robbe" Parain
- Marc Peeters als Wally Schoeters
- Mathias Sercu als Ludo Millecamps
- Maas Umbup als Joseph Nzibo
- Nolle Versyp als majoor Goethals
- Dieudonné Kabongo als Anatole Mbatula
- Ann Ceurvels als Chantal Vandevijver
- Alpha Mulumba als Kanga Ba Zingo
- Tine Van den Brande als Babouche Van Dam
- Jan Decleir als Karel Van Grieken
- Luk D'Heu als Sidi Gamal
- Bodé Owa als Charles Mbili
- Kristiaan Lagast als Abeels
- Karel Deruwe als Julien Devos
- Fania Sorel als Anouk
- Jan Steen als Jean-Jacques Decoster
- Stewart Ung als Lai Sik Yu
- Sumalin Gijsbrechts als Fuzzi
- Fred Van Kuyk als wachtmeester Galeyn
- Farida van den Stoom als Pick-Up
- David Steegen als Jean Dumoulin
- John Domen als wetsdokter
- Alex Cassiers als John Van de Ven
- Alain Van Goethem als assistent van Decoster
- Mwanza Goutier als Antoine Ramazani
- Marc Galo als Zéphyrin Kalondo
- Stany Bonza als Jacques Dexter-Davidson
- Axel Daeseleire als lijfwacht Willy Jambers
- Bob Snijers als Goldstein
- George Arrendell als barman
- Veerle Eyckermans als Marleen
- Horst Mentzel als Sam Morakevitch
- Anne Somers als Zita
- Jef Geeraerts als roulettespeler

## Afleveringen
| Nr. | Titel  | Regisseur             | Schrijver(s)             |
| --- | ------ | --------------------- | ------------------------ |
| 1 | 97/001 | Jean-Pierre De Decker | Jef Geeraerts, Marc Punt |
| In een illegale diamantmijn, diep in het Zaïrese oerwoud, wordt een reusachtige ruwe diamant gevonden. Zephyrin Kalondo wordt door het plaatselijke stamhoofd aangeduid om de steen het land uit te smokkelen en hem in Antwerpen te verkopen. |        |                       |                          |
| 2 | 97/002 | Jean-Pierre De Decker | Jef Geeraerts, Marc Punt |
| Bij de BOB tast men volledig in het duister over het motief voor de dubbele moord in het Antwerpse hotel, maar het feit dat een van de neergeschoten mannen in het bezit was van een diplomatiek paspoort zorgt voor nervositeit. |        |                       |                          |
| 3 | 97/003 | Jean-Pierre De Decker | Jef Geeraerts, Marc Punt |
| Robbe Parain ontmoet Sidi Gamal, een volstrekt onbetrouwbare diamanthandelaar, die wil bemiddelen bij de verkoop van de gestolen diamanten. Stagiair Ludo Millecamps stelt zich vragen bij Parains toch wel merkwaardige gedrag. Karel Van Grieken gaat vrijuit in de verkrachtingszaak, maar zint op wraak. Nzibo zoekt verder naar Babouche.                   |        |                       |                          |
| 4 | 97/004 | Jean-Pierre De Decker | Jef Geeraerts, Marc Punt |
| Het lijk van Anouk wordt teruggevonden. Ludo Millecamps legt het verband tussen de vermoorde callgirl en de dubbele moord met de Zaïrezen in het Antwerpse luxehotel. |        |                       |                          |
| 5 | 97/005 | Jean-Pierre De Decker | Jef Geeraerts, Marc Punt |
| Parain blijkt door Gamal met waardeloze nepdiamanten naar Hongkong te zijn gestuurd. Hij wil zo snel mogelijk terug naar België, maar zijn gastheer heeft duidelijk andere plannen met hem. Intussen groeit de ongerustheid bij Parains collega's. Ook de wraaklustige Karel Van Grieken daagt weer op en dat op een voor Parain erg ongelegen moment.           |        |                       |                          |
| 6 | 97/006 | Jean-Pierre De Decker | Jef Geeraerts, Marc Punt |
| Het lijk van Babouche wordt teruggevonden. Parain krijgt het nu wel erg moeilijk: Van Grieken wil zwijggeld en ook Nzibo, de killer van de Zaïrese ambassade, zit hem op de hielen. Parain ziet nog één laatste mogelijkheid om alsnog rijk te worden. Hij wil naar Zaïre, naar de illegale diamantmijn diep in het oerwoud, waar ooit Kalondo's avontuur begon. |        |                       |                          |